# Ferdinand von Mueller
Ferdinand Jacob Heinrich von Mueller (Rostock, 30 giugno 1825 – Melbourne, 10 ottobre 1896) è stato un botanico tedesco.

## Primi anni
Mueller nacque a Rostock, Germania. Dopo essere rimasto orfano di entrambi i genitori, Frederick e Louisa, i suoi nonni gli impartirono una buona educazione a Tönning, Schleswig.  Condotto l'apprendistato presso un farmacista a 15 anni, fece gli esami di Farmacia e studiò botanica sotto il Professor Nolte all'Università di Kiel. Ricevette il dottorato nel 1847.
Arrivò a Adelaide il 18 dicembre 1847 e trovò lavoro come chimico. Poco dopo, ottenne 20 ettari (81.000 m²) di terreno non lontano dalla città, ma dopo averci vissuto per pochi mesi, tornò al suo vecchio impiego. Ha viaggiato attraverso la colonia australiana tra il 1848 e il 1852, scoprendo e descrivendo un gran numero di piante sconosciute alla scienza occidentale. Ha contribuito ad alcuni documenti su temi botanici e a periodici tedeschi, e nel 1852 ha inviato un documento alla Linnean Society di Londra sul tema "La flora del Sud Australia". Si trasferì a Melbourne, capitale della nuova colonia di Victoria nel 1851.

## Carriera
Venne successivamente nominato botanico della colonia di Victoria su nomina del Governatore Charles La Trobe nel 1853 (carica che fu creata appositamente per lui).
Nel 1873, Mueller ricevette un dottorato onorario della Università di Rostock, e nel 1883 fu insignito del Clarke Medal dalla Royal Society del Nuovo Galles del Sud.
Pubblicò undici volumi di Fragmenta phytographica Australiae (1862-1881), due volumi di 'Piante di Victoria (1860-1865), e altri libri sull'Eucalyptus, Myoporaceae, Acacia e Salsolaceae, tutti riccamente illustrati.
Collaborò nella produzione di George Bentham "'Flora Australiensis'" . Ebbe una parte importante nella promozione dell'esplorazione del continente australiano, in particolare con la spedizione di Burke e Wills, la prima ad attraversare il continente. Cercò anche di svelare il mistero della spedizione del suo connazionale Ludwig Leichhardt (1813-1848). 

In suo onore è stato dato il nome ad un fiume australiano e ad un ghiacciaio neozelandese.